# Polisportiva Libertas Livorno 1983-1984

## Stagione
Nella stagione 1983-1984, la Libertas Livorno, ha disputato il massimo campionato nazionale giungendo al quinto posto, raggiungendo una storica qualificazione europea, fermandosi ai quarti ai Play-Off. In Coppa Italia la Libertas è giunta sino agli ottavi. La società venne denominata Peroni Analcolica, e solo per questa stagione abbandonò il bianco e rosso per un’inedita divisa bianca e nera con bordature verdi e azzurre.

## Roster
Rosa della squadra
|    | Naz.                   | Ruolo | Sportivo            |  |  |  |  |
| -- | ---------------------- | ----- | ------------------- |  |  |  |  |
| 5  | Italia (bandiera)      |       | Timante Binelli     |  |  |  |  |
| 17 | Italia (bandiera)      |       | Flavio Carera       |  |  |  |  |
| 10 | Italia (bandiera)      |       | Alessandro Fantozzi |  |  |  |  |
| 20 | Italia (bandiera)      |       | Andrea Forti        |  |  |  |  |
| 16 | Italia (bandiera)      |       | Andrea Geromin      |  |  |  |  |
| 14 | Italia (bandiera)      |       | Geremia Giroldi     |  |  |  |  |
| 4  | Italia (bandiera)      |       | Massimo Giusti      |  |  |  |  |
| 11 | Stati Uniti (bandiera) |       | Abdul Jeelani       |  |  |  |  |
| 8  | Italia (bandiera)      |       | Alessandro Mori     |  |  |  |  |
| 9  | Italia (bandiera)      |       | Roberto Paleari     |  |  |  |  |
| 18 | Stati Uniti (bandiera) |       | Kevin Restani       |  |  |  |  |